# كفر الدكروري
قرية كفر الدكروري هي إحدى القرى التابعة لمركز نبروه في محافظة الدقهلية في جمهورية مصر العربية. حسب إحصاءات سنة 2006، بلغ إجمالي السكان في كفر الدكروري 4059 نسمة، منهم 2147 رجل و1912 امرأة.